# Albeck
Albeck è un comune austriaco di 1 026 abitanti nel distretto di Feldkirchen, in Carinzia. Capoluogo comunale è Sirnitz.